# Rachel Cailhier
Rachel Cailhier, née à Salaberry-de-Valleyfield en 1942 et morte à Magog le 27 mai 2024, est une actrice québécoise.

## Biographie
Elle est diplômée de l'École nationale de théâtre en 1964.
Rachel Cailhier meurt le 27 mai 2024 à Magog à l'âge de 82 ans,.

## Filmographie
- 1971 : Les Maudits sauvages : Tékacouita
- 1973 : Vertudieu! (Ah! Si mon moine voulait...)
- 1975 : La Gammick : La secrétaire de Raoul
- 1975 : Partis pour la gloire : Nicole Dodier
- 1976 : La Piastre : Huguette Tremblay, sœur de Robert
- 1977 : Panique
- 1979 : Éclair au chocolat
- 1990 : Le Party : Mme Sauve